# Ordovik
Ordovik je geologický útvar starších prvohor (paleozoikum) a je tedy také součástí eónu fanerozoika. Název podle starověkého kmene Ordoviků (ve Walesu obývali území severně od Silurů) zavedl Charles Lapworth roku 1879 pro uloženiny tzv. druhé fauny, kterým v Čechách odpovídala Barrandova etapa D. Název sám byl však kodifikován až na 21. geologickém kongresu v Kodani roku 1960.

## Charakteristika

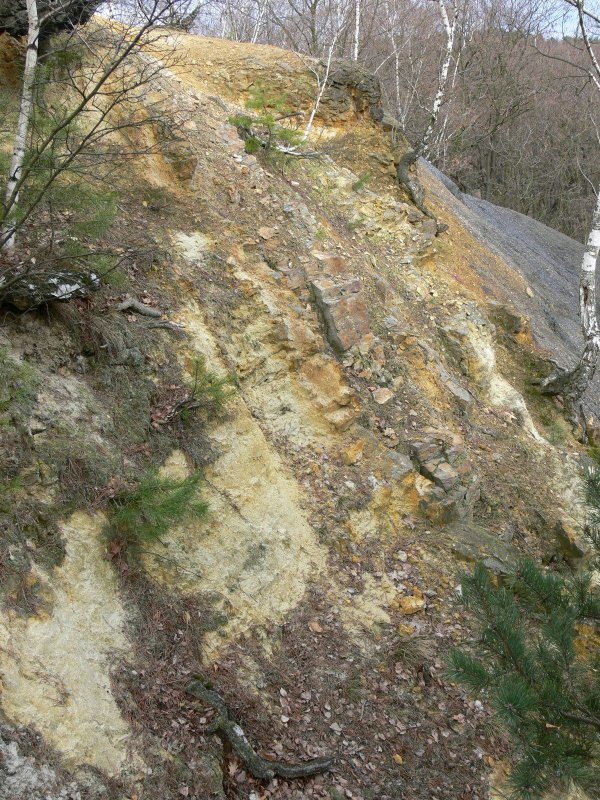
Motolský ordovik

Spodní hranice je charakterizována nástupem graptolitů (Dictyonema flabelliforme) a změnami v trilobitové fauně, svrchní hranice pak je vedena po graptolitové zóně Akidograptus acuminatus.
Na konci kambria došlo k dočasnému ústupu moře a v některých oblastech i k slabému vrásnění. V geosynklinálních oblastech Evropy však sedimentační cyklus probíhal většinou bez přerušení. Ordovické moře zalilo značnou část zpevněných bloků a vyznačovalo se malými hloubkovými rozdíly. Maximální transgrese moře probíhala v caradocu (berounu). Kolem starých štítů, zejména v severních částech kontinentů, vznikaly organogenní vápence. Těmito místy pravděpodobně probíhalo teplé rovníkové pásmo. V hlubších oblastech (například ve střední Evropě, severní Africe aj.) se ukládaly písčitojílové sedimenty (hlavně graptolitové břidlice). Tyto sedimenty jsou důkazem chladnějšího podnebí v těchto oblastech. Ordovik je považován za jedno z nejchladnějších období v historii naší Země. Jižní pól se v té době nacházel na území kontinentu Gondwana v oblasti dnešní Sahary. Na tomto kontinentu se v nejvyšším ordoviku vytvořil mohutný kontinentální ledovec, jehož vznik způsobil pokles hladiny světového oceánu o sto i více metrů.
Pro geosynklinální oblasti jsou významné podmořské a podpovrchové výlevy zásaditých magmat. Sopečnou činností bylo moře obohacováno o železité látky. Vysrážením sloučenin železa (patrně činností baktérií) vznikla význačná ložiska seménkových železných rud (střední Čechy, Durynsko, Severní Amerika a jiné).

## Členění ordoviku
Ve Velké Británii se dělí na 5 oddělení: arenig, llanvirn, llandeil, caradoc a ashgil. Pro vývoj ordoviku na ruské tabuli jsou používány: oeland, vir, naj. V severní Americe se ordovik dělí na canad, champlain, cincinat.

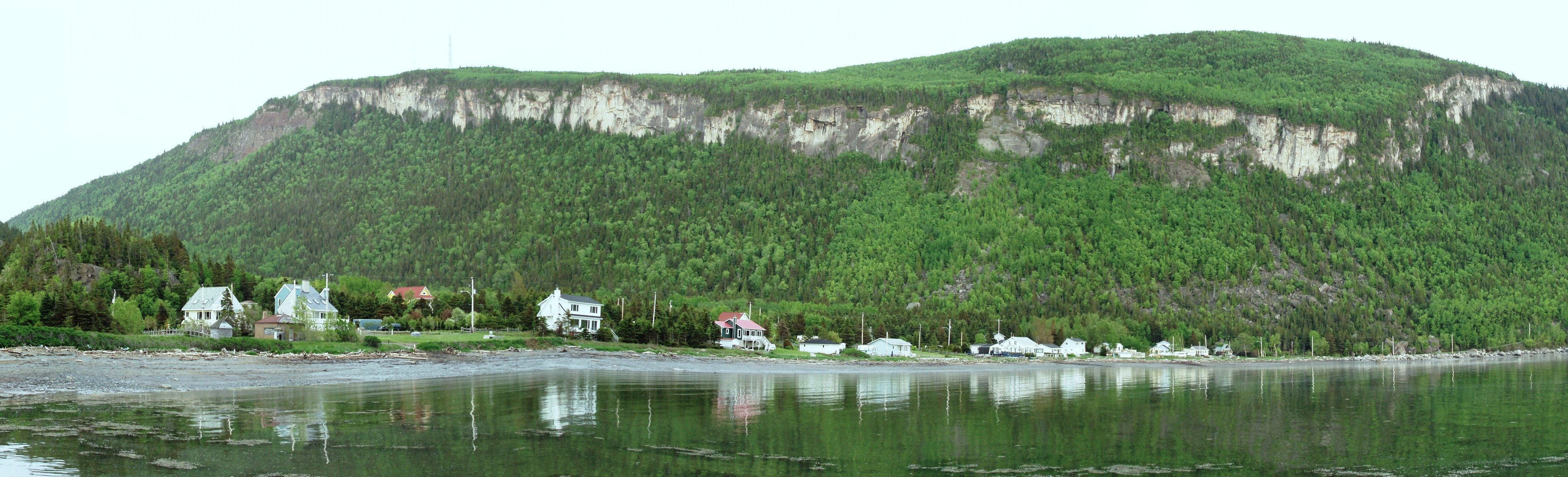
Hora Champlain, provincie Québec, Kanada

V Čechách díky klasickému vývoji ordoviku v oblasti Barrandienu se používá následující členění: tremadok (ve Velké Británii je řazen do kambria), arenig, llanvirn, dobrotiv, beroun, králodvor, kosov. Podrobnější členění je založeno na graptolitové fauně.

## Život v ordoviku

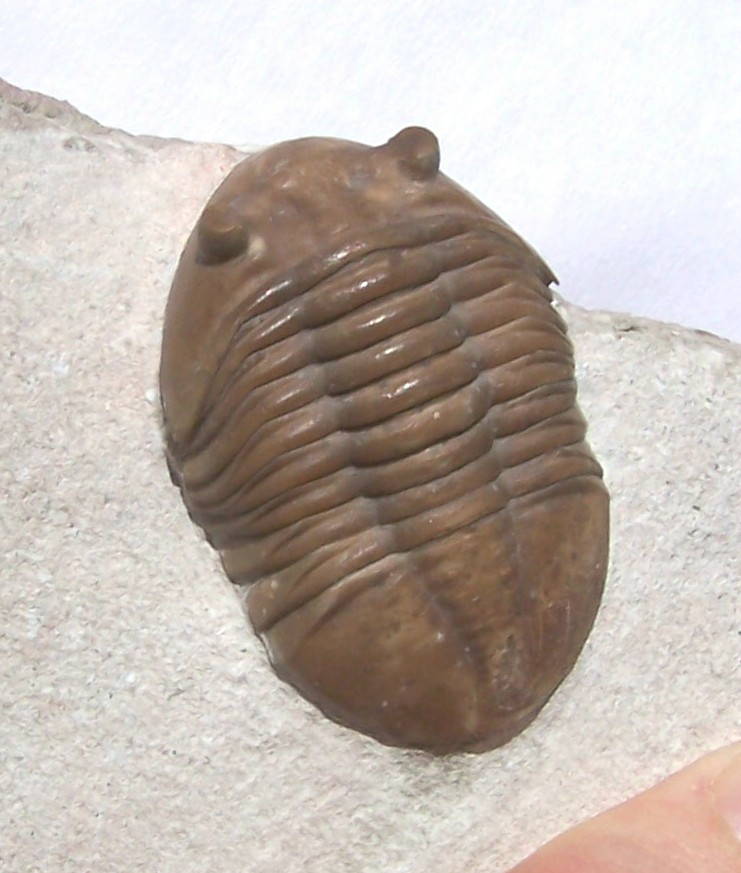
Trilobit Asaphus lepidurus ze středního ordoviku, Rusko

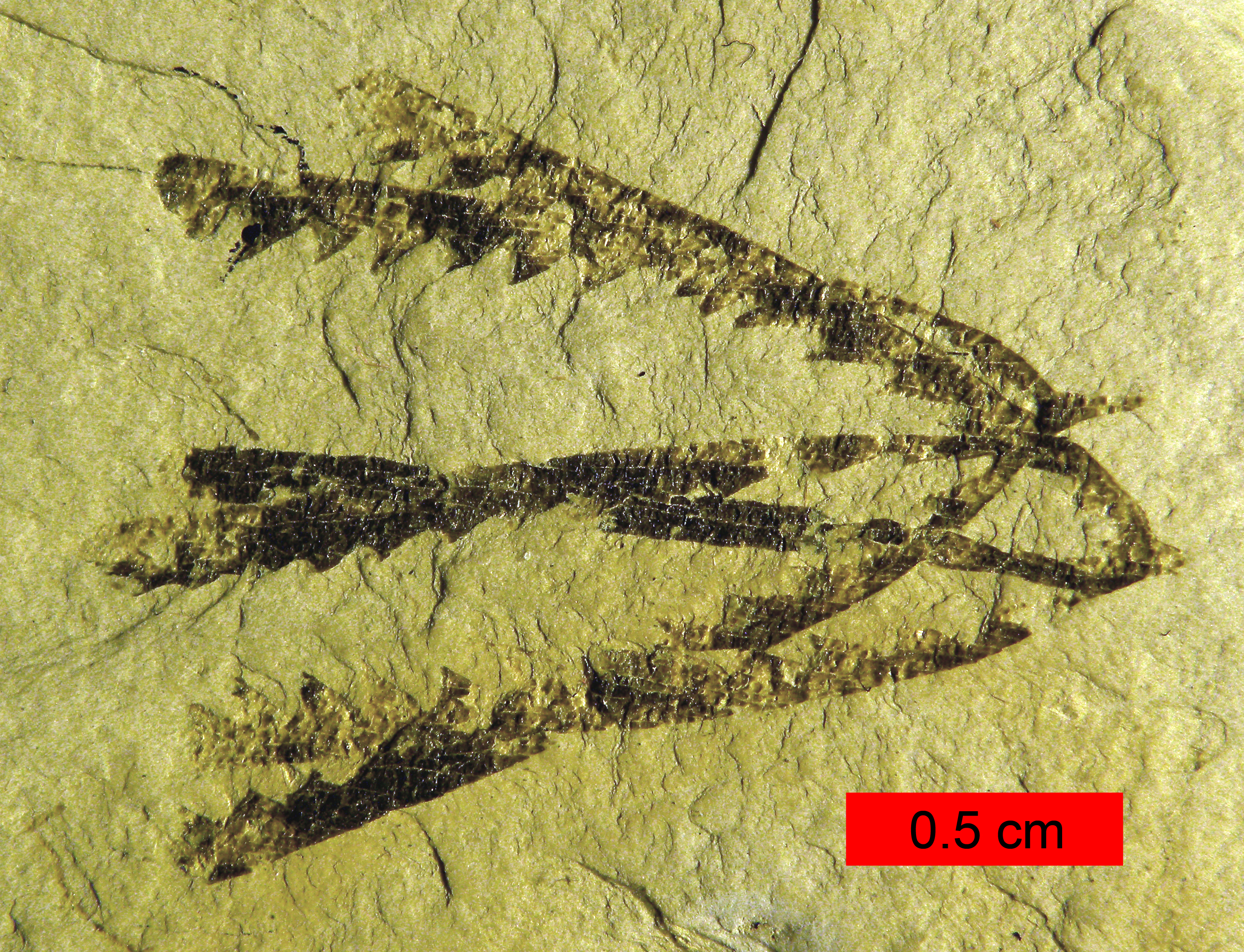
Dva jedinci G. tetragraptus, velikost 2,5 cm

Pokračoval především vývoj bezobratlých živočichů v ordovických mořích. Vrcholu svého rozvoje dosáhli trilobiti. Azafidní typy (rod Asaphus) s velkými plochými pancíři, typy s ostnitým pancířem
(Selenopeltis) i s výrazně členitým pancířem (Dalmanitina). Vznikaly velké formy, dlouhé až několik desítek centimetrů (Isotelus). Nejdůležitějšími však byli graptoliti, mořští živočichové, žijící jen v paleozoiku, náležející ke skupině polostrunatců (Hemichordata). Vytvářeli keříčkovité, prutovité kolonie. Díky planktonní formě se rozšířili po celém světě. Dále to byli ostrakodi, měkkýši (Gastropoda), ramenonožci (Brachiopoda), rozvíjejí se mechovky, hvězdice, hadice, řidší jsou nálezy lilijic, ježovek, explozivní vývoj zaznamenali hlavonožci s válcovitými, až 2 metry dlouhými schránkami. Rozšíření byli i Cystoidea (jablovci) se schránkami kulovitého, vakovitého či zploštělého tvaru, tvořené nepravidelně uspořádanými destičkami. Objevili se i první rybovití praobratlovci (bezčelistnaté ryby rodu Astraspis) v ordovických pískovcích v Severní Americe a medúzy. Ryby měly přední část těla krytou kostěným krunýřem, který tvořil pevnou vnější kostru, neměly párové ploutve a většinou žily při mořském dně. Z rostlin se objevují první ruduchy a pokračuje vývoj výtrusných rostlin cévnatých. Klimatické podmínky a silné vrstvy zavodněných zvětralin byly ideálním prostředím pro osídlení rostlinstvem. Nálezy suchozemských rostlin v českém ordoviku (Bojophyton) jsou díky nedostatečně známé vnitřní stavbě problematického zařazení. Naproti tomu řada kambrických skupin vymizela.
Nejstarší z fosilního záznamu známé suchozemské rostliny jsou mechorosty (přisedlé mechy, hlevíky a játrovky), které se objevily právě v období ordoviku, zhruba před 460 miliony let.

## Tektonika
Kontinenty byly rozděleny na severní oblast (Laurentia) s Eurasií a Severní Amerikou umístěnými poblíž rovníků (nálezy evaporitů v severní Evropě svědčí o teplém klimatu), jižní oblast (Gondwana) s Austrálií, Jižní Amerikou, Afrikou, Indickým štítem, Arábií a Antarktidou ležela v chladné oblasti, o čemž svědčí nálezy ledovcových sedimentů a projevů ledovcové tektoniky například v severní Africe. Sedimenty ordoviku nasedají často diskordantně na kambrium, což svědčí o sardské (české, sardinské) fázi kaledonského geotektonického cyklu (stáří kolem 500 mil. let, název dle severního Skotska – Caledonia). V Čechách tvoří hranici mezi paraxidovým stupněm a tremadokem. Cyklus probíhal ve dvou větvích. Severní na severozápadě Velké Británie, Skotsku, Irsku až do západního Norska. Jižní větev tvoří Ardeny, Sudety a Svatokřížské pohoří (Polsko). Další fáze jsou lakelandská a grampierská. Závěrem ordoviku proběhla starokaledonská fáze, při které byl vyzdvižen čínský štít a která je charakteristická četnými hiáty v sedimentaci.

## Oblasti ordoviku

### Amerika
Pro severní Ameriku je charakteristické epikontinentální mělké moře, které ustoupilo ke konci ordoviku s nástupem applačského vrásnění. Karbonátické sedimenty s nálezy bentické fauny svědčí o teplé zóně. Oproti tomu jižní Amerika ležela v chladné zóně, sedimentovaly zde převážně psamity a pelity. Stopy zalednění jsou známy z Argentiny a Bolívie.

### Asie
V této oblasti byly oddělené pevninské štíty (sibiřský, čínský, kazašský) částečně zaplaveny mělkým epikontinentálním mořem, ve kterém se ukládaly hlavně karbonátické sedimenty s bentickou faunou a evapority.

### Afrika
Z Maroka jsou známy jíly, pískovce (s nálezy brachiopodů). Významné pro klimatologii jsou stopy glaciální eroze ze svrchního ordoviku, doložené dále též z Alžírska a Libye.

### Evropa
Na severozápadě Evropy zasahoval ordovický oceán Japetus Norsko a Britské ostrovy. Je zastoupen graptolitovými břidlicemi, klastiky, jíly, vulkanity, karbonáty. V Baltické oblasti zasahovalo moře od jihu baltického štítu (jižní a střední Švédsko) přes severní Polsko až do oblasti St. Peterburgu v Rusku. Typickými sedimenty jsou pískovce, graptolitové břidlice, v Estonsku pak kuckerzit, hořlavý sediment obsahující přes 50% organických zbytků, který je využíván jako zdroj průmyslového oleje i přímo jako palivo. 

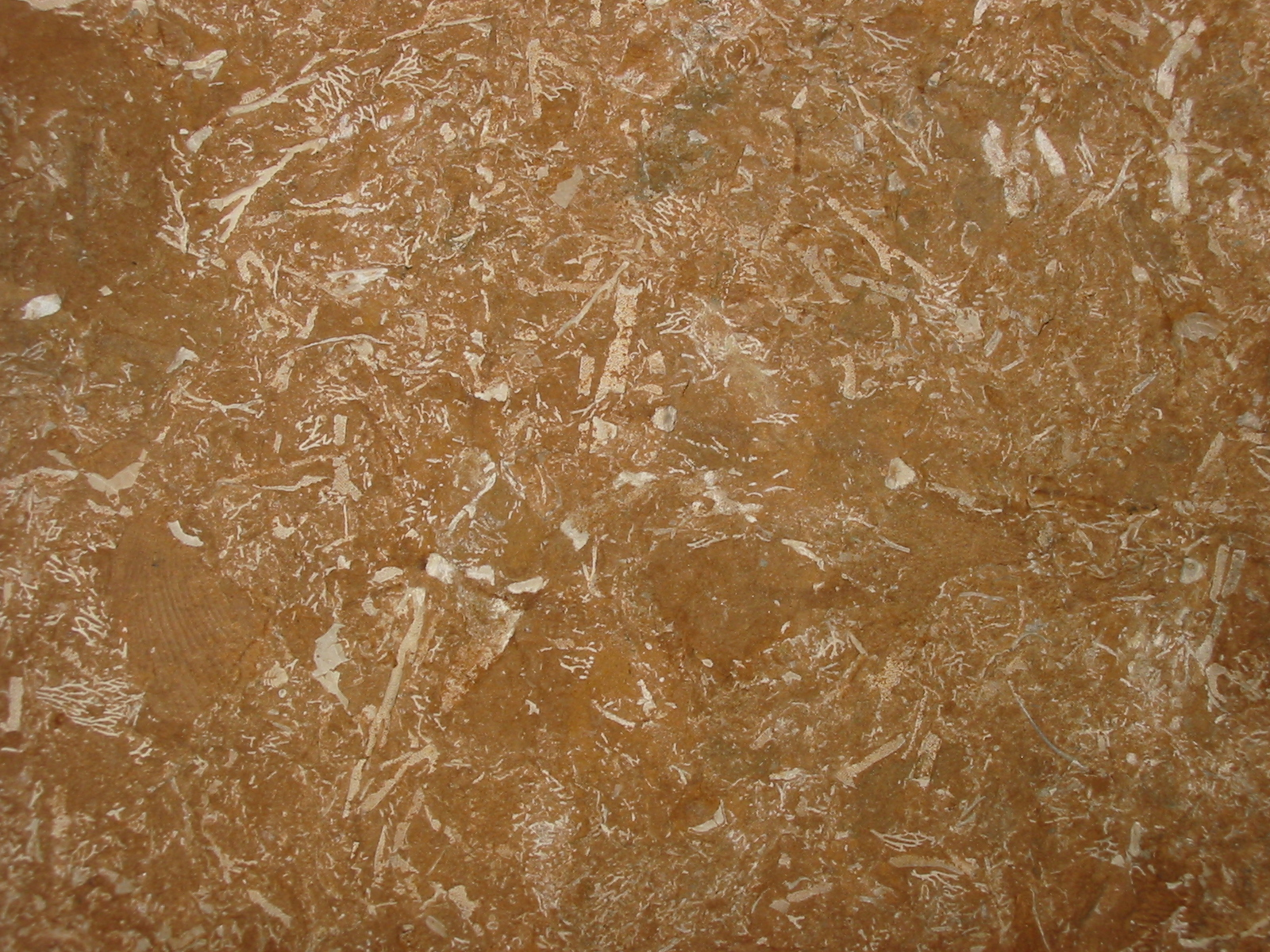
Kuckerzit z Estonska

 Na jihu Evropy je ordovik znám z jižní Francie, Španělska, Sardinie s pelity, psamity mediteránního rázu, odpovídající Barrandienu.

## Český masív

### Barrandienské spodní paleozoikum
Tato klasická oblast evropského paleozoika tvoří synklinorium se sedimenty a vulkanity mezi městy Brandýs nad Labem, Kralupy nad Vltavou, Kladno, Stříbro, Domažlice, Klatovy, Příbram a Český Brod se třemi dílčími oblastmi:
- pražská pánev (sedimenty spodního ordoviku až středního devonu)
- pánev metamorfovaných ostrovů s ordovikem známým ze zvánovického a zejména sedlčansko-krásnohorského metamorfovaného ostrova (břidlice, rohovce, metadroby)
- rožmitálské paleozoikum (spodní kambrium až devon), ordovické vrstvy o mocnosti 300–850 metrů, chybí tremadok, hlavně břidlice

### Barrandien
- tremadok: třenické souvrství, mělkovodní, pískovce, arkózy, droby, mocnost 0–80 m, milínské souvrství, transgrese moře, silicity, 0–45 m
- arenig: klabavské souvrství, diabasy, siltovce, 0–300 m
- llanvirn: šárecké souvrství, diabasy, siltovce, Fe-rudy, 10–300 m
- dobrotiv: dobrotivské souvrství s dobrotivskými břidlicemi a skaleckými křemenci, 100-400 m
- beroun
  - libeňské souvrství (libeňské břidlice, řevnické křemence), 50–300 m
  - letenské souvrství (pískovce, tufy, diabasy), 60–800 m, jeho vrstvy tvoří významné vyvýšeniny v Praze, stojí na nich Pražský hrad i Vyšehrad
  - vinické souvrství (břidlice, železné rudy), 50–300 m
  - zahořanské souvrství (siltovce), 100–400 m
  - bohdalecké souvrství, 0–150 m
- královodvor: královodvorské s. (břidlice), 50–150 m
- kosov: kosovské souvrství (pískovce, siltovce, slepence), 60–200 m, již zastoupen terigenní materiál

Ložiska železných rud jsou známa například z Ejpovic, Klabavy, Zdic, nálezy u Nučic přispěly k rozvoji oceláren na Kladně. Sedimentace byla v Barrandienu v průběhu ordoviku doprovázena bazickým submarinním vulkanismem v komárovském vulkanickém komplexu s mocností až jeden kilometr s tufy, bazalty, mandlovci a polštářovými lávami.

### Chrudimské paleozoikum
Sedimenty ordoviku až siluru v Železných horách jsou zastoupeny kvarcity, slepenci, křemenci, břidlicemi, pískovci a prachovci. Jde o ekvivalent Barrandienu, vznikající ve dvou dílčích synklinálních oblastech: přeloučské a vápenopodolské.

### Vogtlandsko-saské paleozoikum
Zasahuje na území Česka do oblasti Ašského výběžku, Kraslic a Špičáku. Kraslické souvrství na bázi ordoviku s jílovitými břidlicemi, pískovci a bazickými vulkanity, franenbašské souvrství s břidlicemi, pískovci a lydity a phycodové souvrství s vápenci, břidlicemi, lydity a železnými rudami.

### Krkonošsko-jizerské krystalinikum
Svrchní ordovik s bazálními kvarcity a metakonglomeráty ponikelské skupiny v krkonošském krystaliniku a fylity (pokrývačské) s kvarcity ještědského krystalinika.

## Kam za ordovikem
Hranice dobrotiv-beroun je odkryta na území přírodní památky Motolský ordovik v zářezu železniční trati Praha-Smíchov – Hostivice, jde o významnou paleontologickou lokalitu. V přírodní rezervaci Staňkovka je zachycen profil svrchním ordovikem od zahořanského souvrství po kosovské souvrství. Sedimenty svrchního ordoviku jsou dále známy z lokalit jako například Praha-Libeň, Praha-Letná, Loděnice, Vráž, Králův Dvůr se stratotypem zahořanského souvrství, Levín (svah nad dálnicí), Zdice, Ejpovice atd.
Ordovické vrstvy jsou viditelné spolu s mnoha dalšími vrstvami také v našem nejvýznamnějším geologickém profilu Barrandovské skály.